# Полтавский сельский округ (Аккайынский район)
Полтавский сельский округ (каз. Полтавка ауылдық округі) — административная единица в составе Аккайынского района Северо-Казахстанской области Казахстана. Административный центр — село Полтавка.
Население — 964 человека (2009, 1560 в 1999, 1933 в 1989).
В округе функционирует Полтавская средняя школа, дошкольный мини-центр, Дом культуры, пункт почтовой связи, фельдшерско-акушерский пункт, библиотека, баня, этно-культурное объединение «Достык». Имеется автобусное сообщение по маршруту Полтавка–Петропавловск. 

## История
Полтавский сельсовет образован 19 сентября 1968 года.  12 января 1994 года постановлением главы Северо-Казахстанской областной администрации создан Полтавский сельский округ.

## Состав
В состав округа входят такие населенные пункты:
| Населенный пункт    | Население, человек (1989) | Население, человек (1999) | Население, человек (2009) |
| ------------------- | ------------------------- | ------------------------- | ------------------------- |
| Борки, село         | 448                       | 349                       | 70                        |
| Лесные Поляны, село | 277                       | 227                       | 95                        |
| Полтавка, село      | 1208                      | 984                       | 799                       |